# Puente Leontes
El puente Leontes es un antiguo puente de arco rebajado romano en el Líbano. Cruzaba el río Litani (el antiguo Leontes) en las inmediaciones de Nahr Abou Assouad, 10 km al norte de Tiro. El puente, cuya construcción data del siglo tercero o cuarto antes de cristo, disponía de un arco relativamente plano con una relación de longitud de aumento de 3,1 a 1.
Fue destruido por las fuerzas de la Francia de Vichy en 1941, durante la batalla del río Litani, por lo que sólo quedan unas pocas ruinas.